# WestEnd. Neue Zeitschrift für Sozialforschung
WestEnd. Neue Zeitschrift für Sozialforschung ist eine sozialwissenschaftliche Zeitschrift, die seit 2004 vom Frankfurter Institut für Sozialforschung herausgegeben wird und bis 2013 im Stroemfeld Verlag (Frankfurt am Main) erschien, ab 2014 im Campus-Verlag weitergeführt wurde und seit 2023 im Nomos Verlag erscheint. Die Zeitschrift erscheint zweimal pro Jahr und publiziert nach Angabe der Herausgeber Beiträge aus unterschiedlichen Blickwinkeln kultursoziologischer, entwicklungspsychologischer, rechtswissenschaftlicher Forschung sowie der Philosophie und politischen Ökonomie.